# 6 Heures de Bahreïn 2017
Navigation
Édition précédente Édition suivante
Les 6 Heures de Bahreïn 2017 sont la neuvième et dernière manche manche du Championnat du monde d'endurance FIA 2017. Elles se sont déroulées du 16 novembre 2017 au 18 novembre 2017 sur le Circuit international de Sakhir. La course est remportée par la Toyota TS050 Hybrid no 8 pilotée par Anthony Davidson, Sébastien Buemi et Kazuki Nakajima.

## Contexte avant la course
Les championnats LMP1 constructeurs et pilotes gagnés par Porsche lors des 6 heures de Shanghai, cette dernière manche aura comme principal intérêt l'attribution du Trophée Endurance FIA pour les Équipes LMP2. Ce titre est encore en jeu entre la Vaillante Rebellion n°31, la Jackie Chan DC Racing n°38 et dans une moindre mesure la Signatech Alpine Matmut n°36,.
Toujours en LMP2, Nico Müller, remplaçant de James Rossiter lors des 6 heures de Shanghai sur l'Oreca 07 no 26 du G-Drive Racing, sera à son tour remplacé par Loïc Duval. Ce dernier connaît déjà l'Oreca 07 pour l'avoir piloté aux dernières 24 Heures de Daytona pour l'écurie DragonSpeed.

## Essais libres

### Première séance, le jeudi de 15 h 00 à 16 h 30
| Pos. | Classe    | N° | Équipe                    | Temps                        | Tours |
| ---- | --------- | -- | ------------------------- | ---------------------------- | ----- |
| 1    | LMP1      | 7  | Toyota Gazoo Racing       | 1 min 42 s 313 (au 2e tour)  | 37    |
| 2    | LMP1      | 8  | Toyota Gazoo Racing       | 1 min 42 s 512 (au 3e tour)  | 34    |
| 3    | LMP1      | 1  | Porsche LMP Team          | 1 min 42 s 647 (au 12e tour) | 22    |
| 5    | LMP2      | 13 | Vaillante Rebellion       | 1 min 48 s 707 (au 4e tour)  | 30    |
| 6    | LMP2      | 26 | G-Drive Racing            | 1 min 48 s 729 (au 3e tour)  | 23    |
| 7    | LMP2      | 37 | Jackie Chan DC Racing     | 1 min 49 s 083 (au 6e tour)  | 20    |
| 14   | LMGTE Pro | 51 | AF Corse                  | 1 min 58 s 579 (au 5e tour)  | 35    |
| 15   | LMGTE Pro | 97 | Aston Martin Racing       | 1 min 58 s 901 (au 12e tour) | 31    |
| 16   | LMGTE Pro | 67 | Ford Chip Ganassi Team UK | 1 min 59 s 413 (au 7e tour)  | 15    |
| 21   | LMGTE Am  | 77 | Dempsey-Proton Racing     | 2 min 00 s 428 (au 2e tour)  | 31    |
| 23   | LMGTE Am  | 98 | Aston Martin Racing       | 2 min 00 s 553 (au 5e tour)  | 34    |
| 24   | LMGTE Am  | 86 | Gulf Racing               | 2 min 00 s 947 (au 13e tour) | 33    |

Ces premiers essais libres ont été marqués par une longue neutralisation due à une fuite d’huile sur la Ford GT n°67 du Chip Ganassi Team UK. À la suite de cette neutralisation, la séance a été prolongée de trente minutes afin de compenser le temps perdu.
Durant la première partie de la séance, Mike Conway a signé la première référence du week-end au volant de la Toyota TS050 Hybrid n°7. Comme pour lors de la précédente manche du championnat, les Toyota et Porsche ont été très proches au niveau de la performance mais l’avantage est revenu de nouveau au constructeur nippon. La Toyota TS050 Hybrid n°8 a pris la seconde position et la Porsche 919 Hybrid n°1 la troisième.
Du côté de la catégorie LMP2, où la lutte pour le titre est l'une des principales attractions de cette manche, le meilleur temps est revenu au trio de l’Oreca 07 n°13 de l'écurie suisse Vaillante Rebellion. Ils sont suivis par l’Oreca 07 n°26 du G-Drive Racing et l’Oreca 07 n°37 du Jackie Chan DC Racing. Les deux écuries en lice pour le titre se sont faites studieuses et particulièrement discrètes puisque la n°38 du Jackie Chan DC Racing pointe au septième rang alors que la n°31 du Vaillante Rebellion ferme la marche.
Le LMGTE Pro a quant à lui été dominé par James Calado et Alessandro Pier Guidi, de l'écurie AF Corse, qui ont très rapidement hissé leur Ferrari 488 GTE au sommet de la feuille des temps. Aidé par une révision de la BOP pour cette épreuve, Jonny Adam s’est rapproché à 322 millièmes de la référence pour le compte de l’Aston Martin Vantage n°97. Les deux Ford GT n°67 et n°66 du Chip Ganassi Team UK suivent.
En LMGTE Am, le meilleur temps obtenu par Matteo Cairoli au volant de la Porsche 911 RSR n°77 a permis au Dempsey-Proton Racing de dominer la séance. L’Aston Martin n°98 et la Porsche n°86 du Gulf Racing UK ont complété le podium,,.

### Deuxième séance, le jeudi de 19 h 30 à 21 h 00
| Pos. | Classe    | N° | Équipe                | Temps                        | Tours |
| ---- | --------- | -- | --------------------- | ---------------------------- | ----- |
| 1    | LMP1      | 8  | Toyota Gazoo Racing   | 1 min 40 s 095 (au 2e tour)  | 44    |
| 2    | LMP1      | 7  | Toyota Gazoo Racing   | 1 min 40 s 693 (au 2e tour)  | 43    |
| 3    | LMP1      | 2  | Porsche LMP Team      | 1 min 40 s 773 (au 2e tour)  | 41    |
| 5    | LMP2      | 31 | Vaillante Rebellion   | 1 min 47 s 664 (au 7e tour)  | 38    |
| 6    | LMP2      | 13 | Vaillante Rebellion   | 1 min 48 s 238 (au 7e tour)  | 37    |
| 7    | LMP2      | 38 | Jackie Chan DC Racing | 1 min 49 s 022 (au 10e tour) | 36    |
| 14   | LMGTE Pro | 97 | Aston Martin Racing   | 1 min 57 s 014 (au 10e tour) | 42    |
| 15   | LMGTE Pro | 95 | Aston Martin Racing   | 1 min 57 s 419 (au 8e tour)  | 39    |
| 16   | LMGTE Pro | 71 | AF Corse              | 1 min 57 s 925 (au 10e tour) | 37    |
| 22   | LMGTE Am  | 61 | Clearwater Racing     | 1 min 59 s 773 (au 10e tour) | 38    |
| 23   | LMGTE Am  | 54 | Spirit of Race        | 2 min 00 s 205 (au 4e tour)  | 40    |
| 24   | LMGTE Am  | 98 | Aston Martin Racing   | 2 min 00 s 525 (au 4e tour)  | 40    |

### Troisième séance, le vendredi de 11 h 20 à 12 h 20
| Pos. | Classe    | N° | Équipe                    | Temps                        | Tours |
| ---- | --------- | -- | ------------------------- | ---------------------------- | ----- |
| 1    | LMP1      | 2  | Porsche LMP Team          | 1 min 42 s 438 (au 2e tour)  | 17    |
| 2    | LMP1      | 1  | Porsche LMP Team          | 1 min 43 s 124 (au 2e tour)  | 20    |
| 3    | LMP1      | 8  | Toyota Gazoo Racing       | 1 min 43 s 736 (au 8e tour)  | 25    |
| 5    | LMP2      | 38 | Jackie Chan DC Racing     | 1 min 48 s 879 (au 2e tour)  | 18    |
| 6    | LMP2      | 37 | Jackie Chan DC Racing     | 1 min 49 s 338 (au 15e tour) | 22    |
| 7    | LMP2      | 26 | G-Drive Racing            | 1 min 49 s 377 (au 11e tour) | 18    |
| 14   | LMGTE Pro | 51 | AF Corse                  | 1 min 57 s 972 (au 15e tour) | 21    |
| 15   | LMGTE Pro | 67 | Ford Chip Ganassi Team UK | 1 min 58 s 179 (au 12e tour) | 19    |
| 17   | LMGTE Pro | 71 | AF Corse                  | 1 min 58 s 456 (au 14e tour) | 19    |
| 22   | LMGTE Am  | 61 | Clearwater Racing         | 2 min 00 s 661 (au 14e tour) | 20    |
| 23   | LMGTE Am  | 77 | Dempsey-Proton Racing     | 2 min 00 s 695 (au 11e tour) | 18    |
| 24   | LMGTE Am  | 54 | Spirit of Race            | 2 min 01 s 205 (au 8e tour)  | 20    |

## Qualifications
| Pos. | Classe    | N° | Équipe                    | Pilote                | Temps          | Grille |
| ---- | --------- | -- | ------------------------- | --------------------- | -------------- | ------ |
| 1    | LMP1      | 1  | Porsche LMP Team          | Neel Jani             | 1 min 39 s 383 | 1      |
| 2    | LMP1      | 7  | Toyota Gazoo Racing       | Mike Conway           | 1 min 39 s 646 | 2      |
| 3    | LMP1      | 2  | Porsche LMP Team          | Timo Bernhard         | 1 min 40 s 011 | 3      |
| 4    | LMP1      | 8  | Toyota Gazoo Racing       | Kazuki Nakajima       | 1 min 40 s 774 | 4      |
| 5    | LMP2      | 36 | Signatech Alpine Matmut   | André Negrão          | 1 min 47 s 227 | 5      |
| 6    | LMP2      | 38 | Jackie Chan DC Racing     | Thomas Laurent        | 1 min 47 s 612 | 6      |
| 7    | LMP2      | 31 | Vaillante Rebellion       | Bruno Senna           | 1 min 47 s 721 | 7      |
| 8    | LMP2      | 26 | G-Drive Racing            | Loïc Duval            | 1 min 47 s 989 | 8      |
| 9    | LMP2      | 25 | CEFC Manor TRS Racing     | Vitaly Petrov         | 1 min 48 s 176 | 9      |
| 10   | LMP2      | 24 | CEFC Manor TRS Racing     | Ben Hanley            | 1 min 48 s 374 | 10     |
| 11   | LMP2      | 28 | TDS Racing                | Matthieu Vaxiviere    | 1 min 48 s 386 | 11     |
| 12   | LMP2      | 13 | Vaillante Rebellion       | Nelson Piquet Jr      | 1 min 48 s 387 | 12     |
| 13   | LMP2      | 37 | Jackie Chan DC Racing     | Tristan Gommendy      | 1 min 49 s 102 | 13     |
| 14   | LMGTE-Pro | 71 | AF Corse                  | Davide Rigon          | 1 min 56 s 033 | 14     |
| 15   | LMGTE-Pro | 97 | Aston Martin Racing       | Darren Turner         | 1 min 56 s 372 | 15     |
| 16   | LMGTE-Pro | 67 | Ford Chip Ganassi Team UK | Harry Tincknell       | 1 min 56 s 463 | 16     |
| 17   | LMGTE-Pro | 51 | AF Corse                  | James Calado          | 1 min 56 s 881 | 17     |
| 18   | LMGTE-Pro | 95 | Aston Martin Racing       | Marco Sørensen        | 1 min 57 s 019 | 18     |
| 19   | LMGTE Pro | 91 | Porsche GT Team           | Frédéric Makowiecki   | 1 min 57 s 516 | 19     |
| 20   | LMGTE Pro | 92 | Porsche GT Team           | Kévin Estre           | 1 min 57 s 522 | 20     |
| 21   | LMGTE Am  | 98 | Aston Martin Racing       | Pedro Lamy            | 2 min 00 s 111 | 21     |
| 22   | LMGTE Am  | 61 | Clearwater Racing         | Matt Griffin          | 2 min 00 s 285 | 22     |
| 23   | LMGTE Am  | 77 | Dempsey-Proton Racing     | Christian Ried        | 2 min 00 s 395 | 23     |
| 24   | LMGTE Am  | 54 | Spirit of Race            | Francesco Castellacci | 2 min 01 s 352 | 24     |
| 25   | LMGTE Pro | 66 | Ford Chip Ganassi Team UK | Olivier Pla           | 1 min 57 s 588 | 25     |
| 26   | LMGTE Am  | 86 | Gulf Racing               |                       |                | 26     |

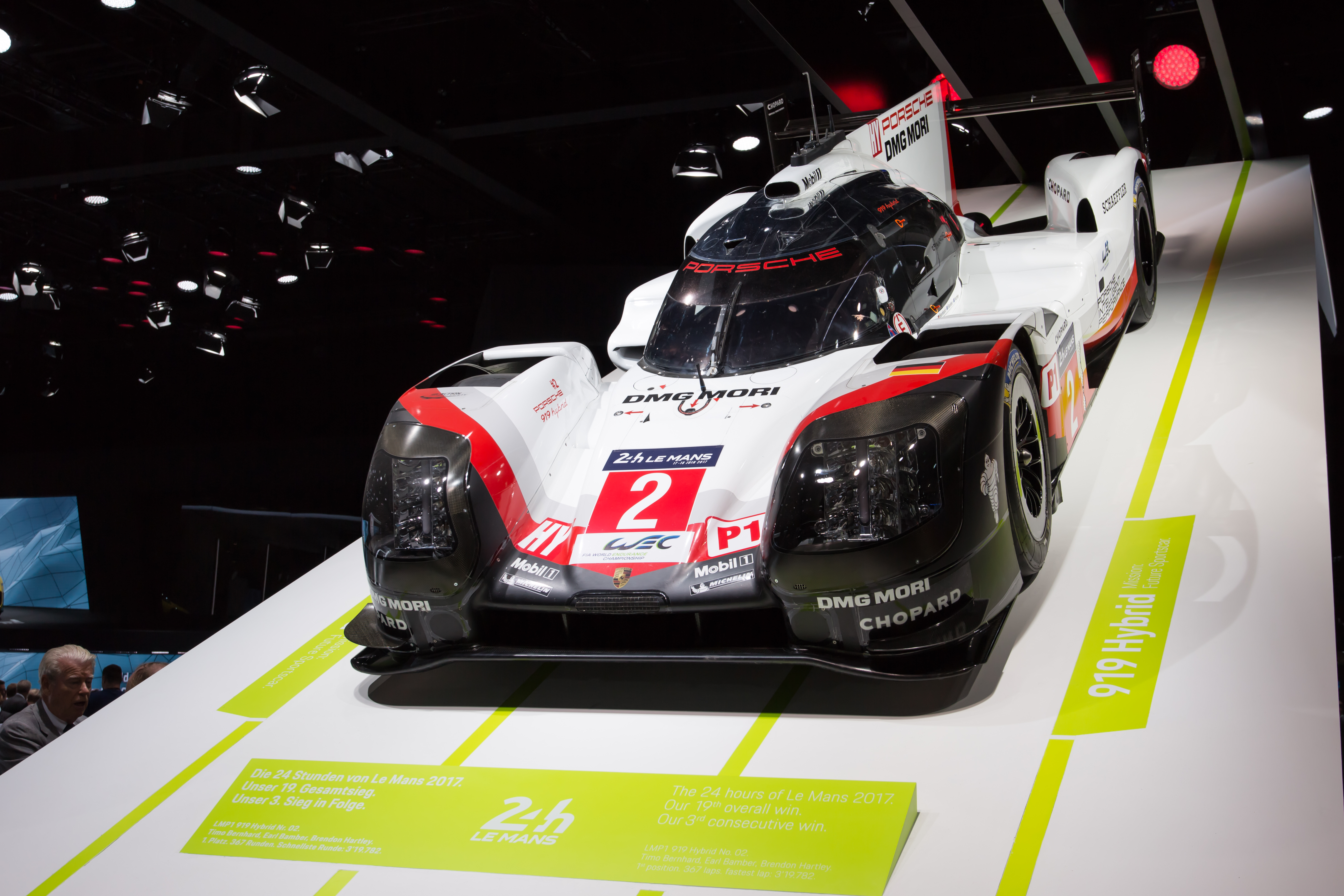
Porsche 919 Hybrid

Alors que les Toyota TS050 Hybrid se sont montrées très rapides en ce début de week-end, la surprise est venue de Porsche en qualifications. Les deux protagonistes ont abordé cette dernière séance de manière différente, avec l’entrée en piste des Porsche 919 Hybrid dès le début alors qu’on a préféré attendre dans le clan nippon.
Si à la fin des premiers relais, le pole provisoire était détenue par Mike Conway et la Toyota n°7 , la tendance s’est par la suite inversée. En effet, alors que José María López effectuait son tour, Neel Jani avait déjà établi le meilleur temps absolu sur la Porsche n°1. Malgré ce chrono, il a fallu que Nick Tandy reprenne la piste pour améliorer le sien, ce qu'il fait, permettant à la Porsche n°1 de prendre le meilleur temps. Il était alors trop tard pour que Toyota réplique mais la n°7 s’élancera tout de même de la deuxième position. Troisième temps pour la Porsche n°2 tandis que la Toyota n°8 s’élancera de la quatrième place. Porsche LMP1 Team referme la carrière de la 919 Hybrid par une ultime pole position, la 20e.

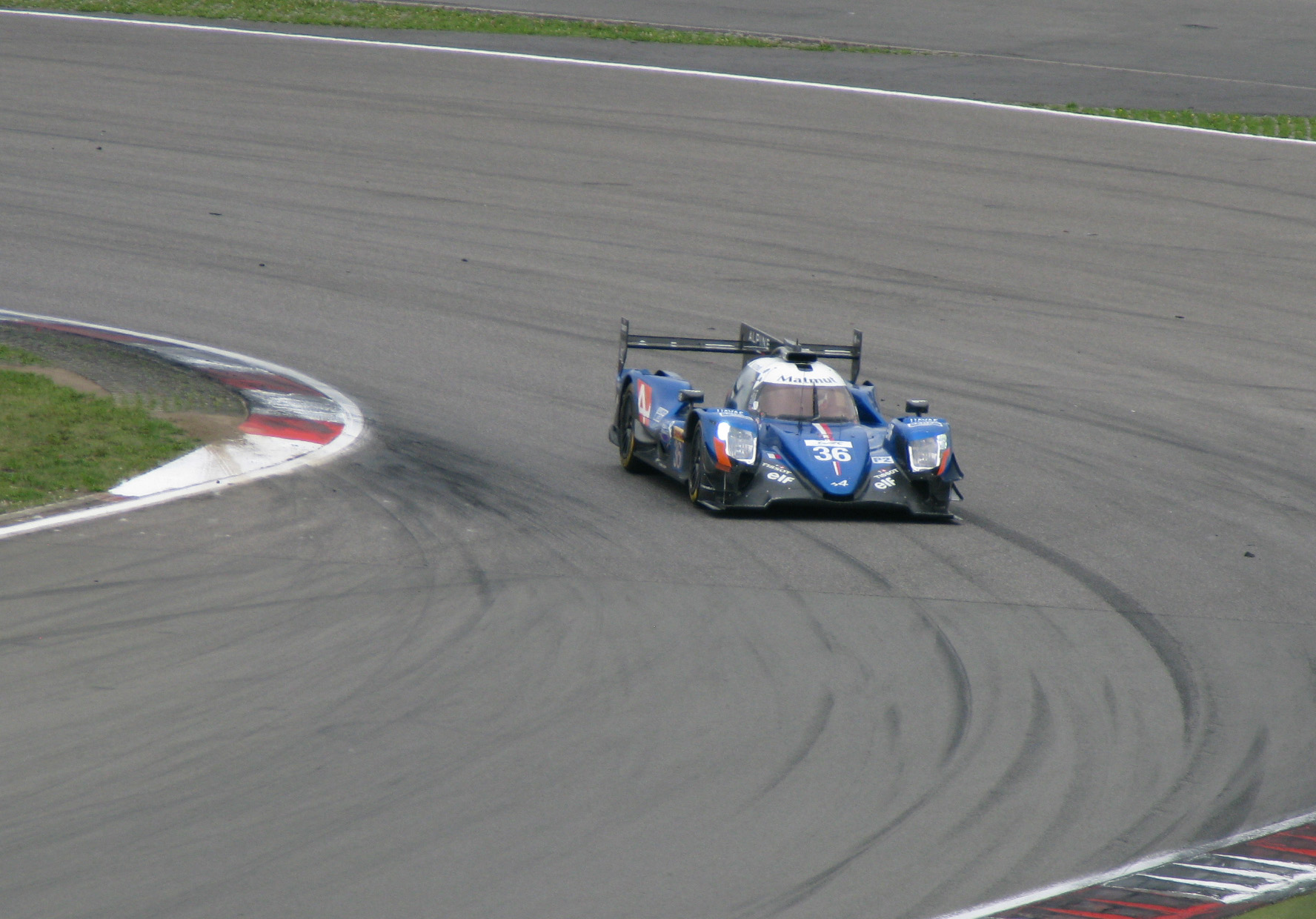
Alpine A470

En LMP2, Les trois écuries toujours en lice pour le championnat ont répondu présentes puisqu’elles occupent les trois premières places de la catégorie sur la grille. Pour la troisième fois de la saison, la pole position est revenue à André Negrão/Nicolas Lapierre/Gustavo Menezes et l’Alpine A470 n°36 du Signatech Alpine Matmut. Si tout est possible mathématiquement, l’écurie française concède tout de même 22 points de retard sur les leaders. En revanche, l’équipage de l’Oreca 07 n°38 du Jackie Chan DC Racing a encore toutes ses cartes à jouer et devancera d’ailleurs la Vaillante Rebellion n°31.
En LMGTE Pro, dès la première partie de la séance qualificative, Davide Rigon a placé la Ferrari 488 GTE n°71 de l'écurie AF Corse au sommet de la hiérarchie, devançant ainsi l’Aston Martin Vantage n°97 et la Ford GT n°66. Après le changement de pilote, c’est Sam Bird qui s’est lancé à la poursuite du chronomètre à bord de la Ferrari n°71. Le britannique a tourné dans les mêmes temps que son coéquipier. Les deux pilotes se sont assuré une quatrième pole position cette saison et devanceront l’Aston Martin Vantage n°97 sur la grille de départ. La deuxième ligne sera à surveiller avec deux voitures en lice pour le championnat, la Ford GT n°67 qui s’élancera troisième devant la Ferrari n°51 des meneurs du championnat.
En LMGTE Am, Aston Martin Racing s’est adjugé une nouvelle pole position. Les pilotes de l’Aston Martin Vantage n°98, Paul Dalla Lana et Pedro Lamy, signent ainsi leur septième pole en neuf courses et empochent un point précieux pour le championnat. Ils s’élanceront de plus devant les deux autres autos en lice pour le titre, à savoir la Ferrari 488 GTE n°61 du Clearwater Racing ainsi que la Porsche 911 RSR n°77 du Dempsey-Proton Racing. À noter que la Porsche n°86 n’a pas pris part aux qualifications à cause d’un incendie survenu lors de la troisième séance d'essais libres,.

## La course

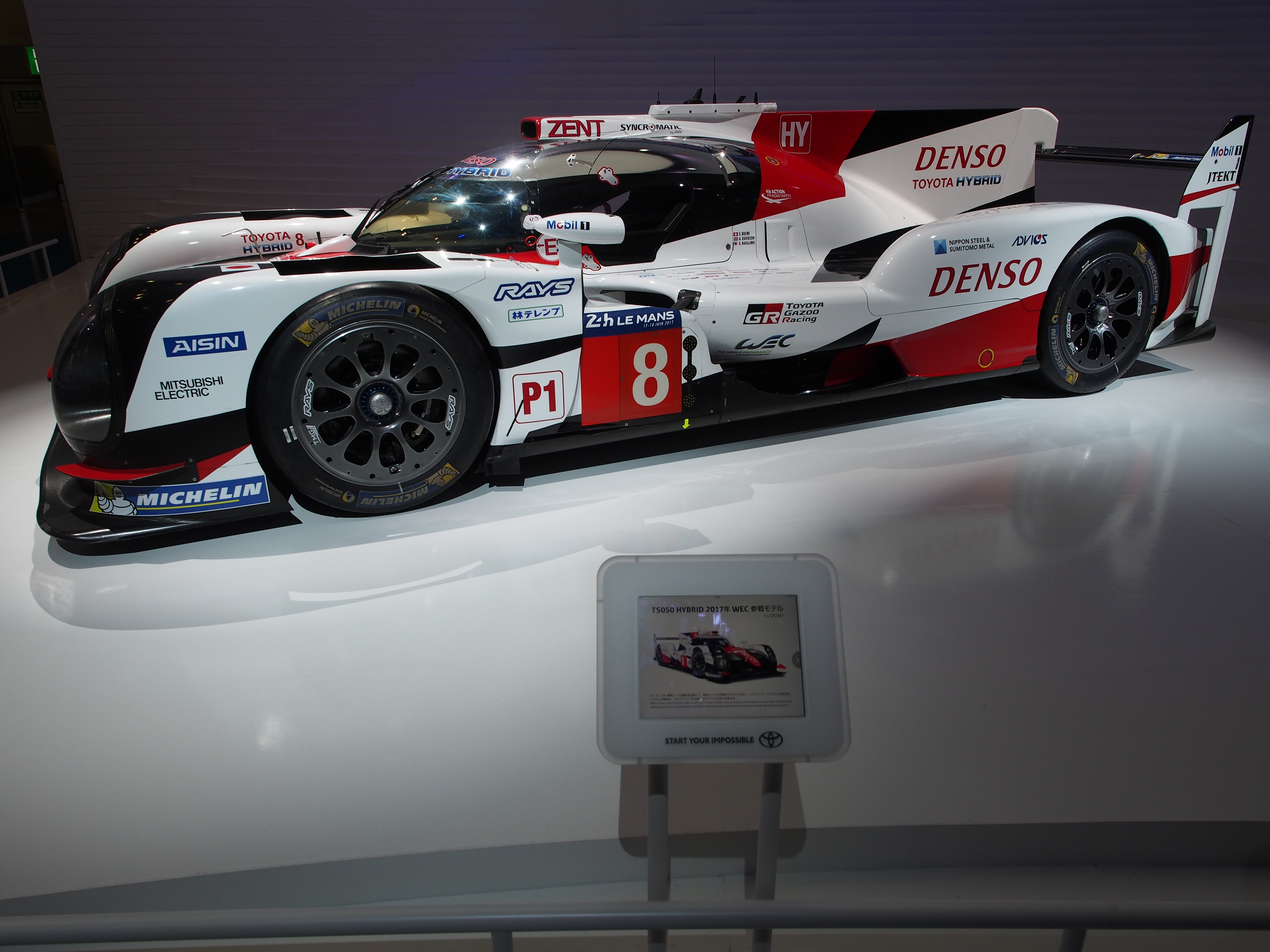
Toyota TS050 Hybrid 2017 n°8

Lors de cette dernière manche de la saison, Toyota Gazoo Racing et Porsche LMP1 Team, en LMP1, ont connu un certain nombre de déboires et seule la Toyota TS050 Hybrid n°8 de Sébastien Buemi/Kazuki Nakajima/Anthony Davidson est passée à travers les embûches pour triompher une cinquième fois cette saison. Les deux Porsche 919 Hybrid terminèrent quant à elles leurs campagnes dans le Championnat du Monde d’Endurance sur les deuxième et troisième marches du podium. Cette victoire permet à la firme nippone de remporter une manche de plus que Porsche dans le Championnat du Monde d’Endurance.
Le départ a été favorable aux deux Porsche qui se sont emparées des deux premières places. Quelques minutes plus tard, la Porsche 919 Hybrid n°2, avec Timo Bernhard à son volant, roula sur une quille et celle-ci se coinça sous le prototype. Le Champion du Monde 2017 s’est vu alors contraint de regagner les stands pour l'enlever et changer par la même occasion le capot avant. Cette intervention hypothéqua déjà les chances de la n°1 de gagner la moindre course pour cette campagne et permit aux Toyota de gagner une position. Les Toyota prirent ensuite clairement l’ascendant sur la Porsche n°1. À la mi-course, l'épreuve prit une nouvelle tournure avec un accrochage entre la Toyota n°7 et la Porsche 911 RSR n°92 de Michael Christensen au deuxième virage. À la suite de cet accrochage, la n°7 repassa au stand pour réparation et concéda trois tours. La n°8 se retrouva alors seule en tête avec deux Porsche à ses trousses. La direction de course a jugé Kamui Kobayashi comme responsable de l’incident et pénalisa la voiture en fin de course d'un stop & go. Avec le jeu des différentes stratégies de ravitaillement, la Porsche n°1 prit la tête de l'épreuve un peu plus tard mais comme la Toyota n°8 était plus performante, elle refaisait son retard lorsque Nick Tandy s’accrocha avec la Porsche 911 RSR n°86 du Gulf Racing. Là aussi, la responsabilité du pilote LMP1 a été mise en cause. Cet incident profita directement à l’équipage de la Toyota no 8 qui prit le large jusqu’à la présentation du drapeau à damier.
Si Toyota compte cinq victoires cette saison contre quatre pour Porsche, c’est bien ce dernier qui a décroché les couronnes mondiales 2017, même si les évolutions apportées à la Toyota TS050 Hybrid en fin de saison ont porté leurs fruits.

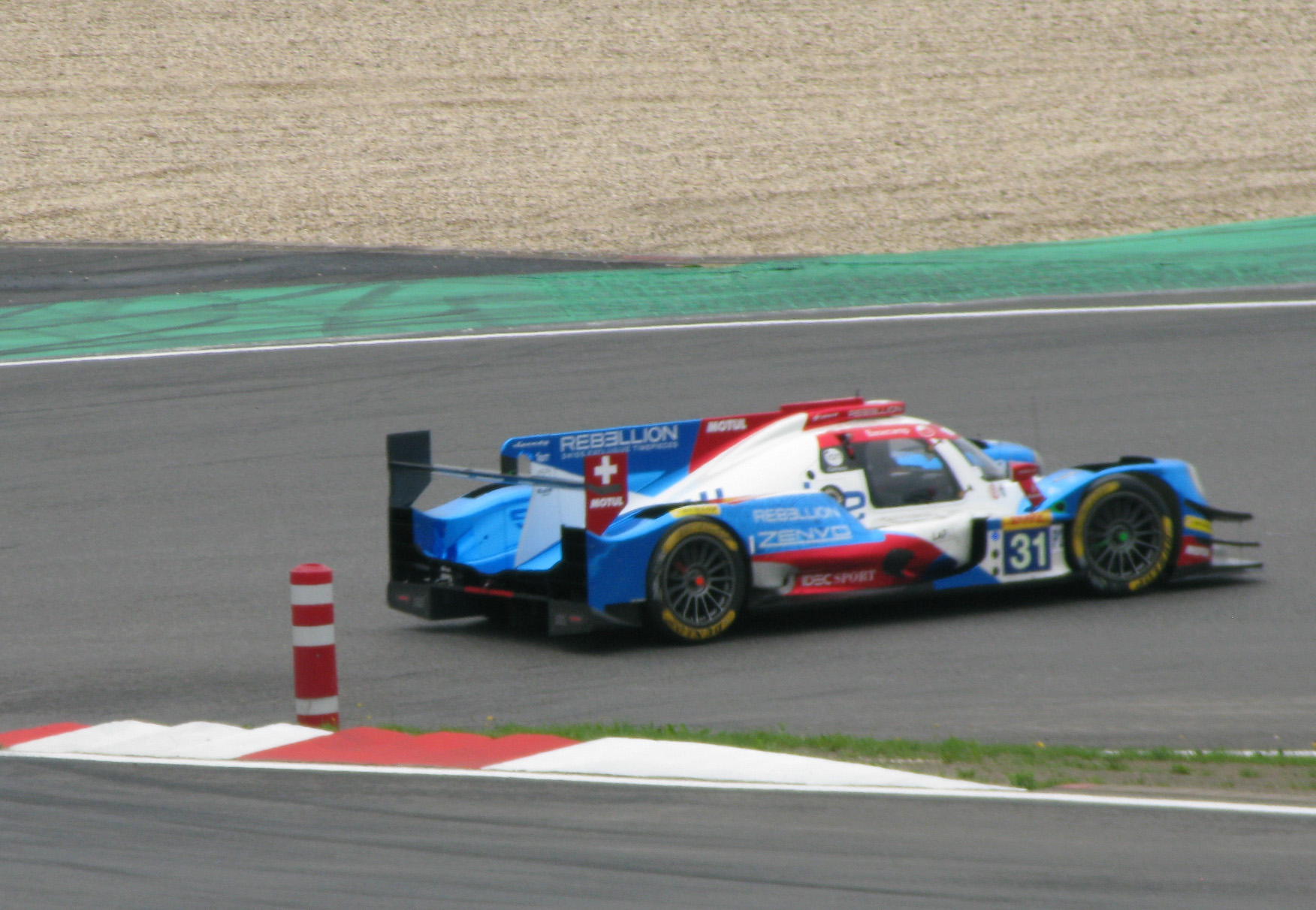
Vaillante Rebellion no 31.

En LMP2, on s'attendait à une lutte à couteaux tirés entre la Vaillante Rebellion no 31, la Jackie Chan DC Racing n°38 et la Signatech-Alpine Matmut no 36 pour clore la campagne et ce fut bien le cas. Quelques minutes après le départ, une touchette de la Vaillante Rebellion n°31 aura comme conséquence un Stop & go de cinq secondes. De son côté, le Jackie Chan DC Racing réalisa un début de course remarquable alors que le Signatech-Alpine Matmut semble s'être fourvoyé dans sa stratégie pneumatique. Malgré cela, les trois écuries se retrouvaient dans le même tour dans la dernière heure de course. Bruno Senna signifia alors à son stand un problème de direction assistée. Ce type de problème pouvant engendrer une fatigue prématurée du pilote, Nicolas Prost se prépara à remplacer Bruno Senna pour le dernier ravitaillement si nécessaire, mais ce ne fût pas le cas. De son côté, le Jackie Chan DC Racing réalisa un dernier ravitaillement étonnamment long dû à un problème de pompe à essence, et cela permit à la Vaillante Rebellion no 31 de prendre la tête.
Vaillante Rebellion clôtura cette campagne par un titre de Champion LMP2 du FIA WEC 2017. Julien Canal et Bruno Senna remportent quant à eux le titre des pilotes. Nicolas Prost ne peut malheureusement pas prétendre au titre car il a manqué une manche du championnat du fait de sa participation au championnat de Formule E. Il aura manqué dix secondes au trio de la n°38 pour décrocher la victoire et le titre.

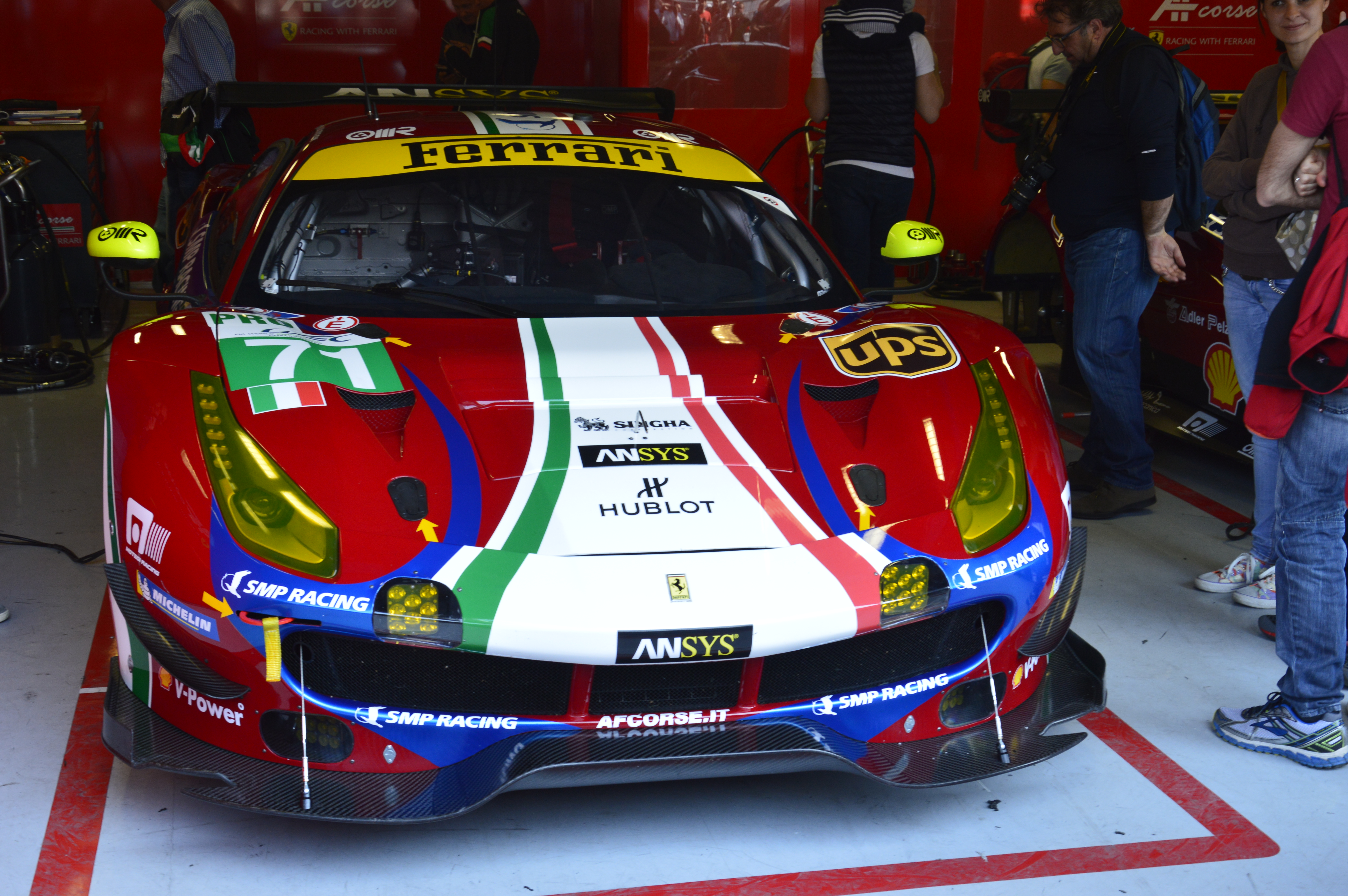
Ferrari 488 GTE Pro.

En LMGTE Pro, la course a tourné à l’avantage de Ferrari. Assurée du titre constructeurs avant Bahreïn, la marque italienne s’est offert le doublé avec Sam Bird/Davide Rigon devant James Calado/Alessandro Pier Guidi, les premiers pilotes GT sacrés Champions du Monde d’Endurance de la FIA. La course a d’abord été dominée par Sam Bird et Davide Rigon qui ont tenu tête à la Ford GT n°67 ainsi qu'au reste du plateau dans les premières heures. Les pilotes de la Ferrari n°71 ont ensuite vu revenir aux affaires la Porsche 911 RSR n°92 avant que cette dernière ne termine sa course dans le bac à gravier après l’accrochage avec la Toyota n°7, après trois heures de course.
Pendant ce temps-là, les leaders du championnat rejoignaient le top 3 durant la deuxième heure. La cinquième heure a quant à elle vu le retour de la Porsche no 91, également en lice pour le championnat, mais à ce moment-là, la Ferrari n°51 était en tête avec près de 40 secondes d’avance et c’est finalement le doublé Ferrari qui était en jeu. On a même eu le temps de préparer la photo finale chez AF Corse, quelques minutes avant l’arrivée.
En LMGTE Am, malgré un départ et des premières heures en demi-teinte, Paul Dalla Lana/Pedro Lamy/Mathias Lauda n’ont rien lâché et au contraire, ils ont sû repositionner l’Aston Martin Vantage n°98 au sommet de la catégorie. Le titre qui leur échappe depuis trois ans ne leur a pas échappé cette année avec le titre des équipes remporté par Aston Martin Racing tandis que le trio rafle le titre des pilotes en plus de cette victoire finale. Les Ferrari 488 GTE leur ont tenu tête mais l’équipage de la n°61 du Clearwater Racing termine finalement sur la deuxième marche du podium avec un tour de retard tandis que la troisième marche est occupée par la Ferrari n°54 du Spirit of Race,,.

## Résultats
Voici le classement officiel au terme de la course.
- Les premiers de chaque catégorie du championnat du monde sont signalés par un fond jaune.
- Pour la colonne Pneus, il faut passer le curseur au-dessus du modèle pour connaître le manufacturier de pneumatiques.

| Pos | Classe    | no | Équipe                    | Pilotes                                                 | Châssis                       | Pneus | Tours | Temps               |
| Pos | Classe    | no | Équipe                    | Pilotes                                                 | Moteur                        | Pneus | Tours | Temps               |
| --- | --------- | -- | ------------------------- | ------------------------------------------------------- | ----------------------------- | ----- | ----- | ------------------- |
| 1   | LMP1      | 8  | Toyota Gazoo Racing       | Anthony Davidson Sébastien Buemi Kazuki Nakajima        | Toyota TS050 Hybrid           | M     | 199   | 6 h 01 min 26 s 294 |
| 1   | LMP1      | 8  | Toyota Gazoo Racing       | Anthony Davidson Sébastien Buemi Kazuki Nakajima        | Toyota 2.4 L Turbo V6         | M     | 199   | 6 h 01 min 26 s 294 |
| 2   | LMP1      | 2  | Porsche LMP Team          | Timo Bernhard Earl Bamber Brendon Hartley               | Porsche 919 Hybrid            | M     | 198   | +1 tour             |
| 2   | LMP1      | 2  | Porsche LMP Team          | Timo Bernhard Earl Bamber Brendon Hartley               | Porsche 2.0 L Turbo V4        | M     | 198   | +1 tour             |
| 3   | LMP1      | 1  | Porsche LMP Team          | Neel Jani Nick Tandy André Lotterer                     | Porsche 919 Hybrid            | M     | 198   | +1 tour             |
| 3   | LMP1      | 1  | Porsche LMP Team          | Neel Jani Nick Tandy André Lotterer                     | Porsche 2.0 L Turbo V4        | M     | 198   | +1 tour             |
| 4   | LMP1      | 7  | Toyota Gazoo Racing       | Mike Conway Kamui Kobayashi José María López            | Toyota TS050 Hybrid           | M     | 196   | +3 tours            |
| 4   | LMP1      | 7  | Toyota Gazoo Racing       | Mike Conway Kamui Kobayashi José María López            | Toyota 2.4 L Turbo V6         | M     | 196   | +3 tours            |
| 5   | LMP2      | 31 | Vaillante Rebellion       | Julien Canal Nicolas Prost Bruno Senna                  | Oreca 07                      | D     | 186   | +13 tours           |
| 5   | LMP2      | 31 | Vaillante Rebellion       | Julien Canal Nicolas Prost Bruno Senna                  | Gibson GK428 4.2 L V8         | D     | 186   | +13 tours           |
| 6   | LMP2      | 38 | Jackie Chan DC Racing     | Ho-Pin Tung Oliver Jarvis Thomas Laurent                | Oreca 07                      | D     | 186   | +13 tours           |
| 6   | LMP2      | 38 | Jackie Chan DC Racing     | Ho-Pin Tung Oliver Jarvis Thomas Laurent                | Gibson GK428 4.2 L V8         | D     | 186   | +13 tours           |
| 7   | LMP2      | 13 | Vaillante Rebellion       | Mathias Beche David Heinemeier Hansson Nelson Piquet Jr | Oreca 07                      | D     | 185   | +14 tours           |
| 7   | LMP2      | 13 | Vaillante Rebellion       | Mathias Beche David Heinemeier Hansson Nelson Piquet Jr | Gibson GK428 4.2 L V8         | D     | 185   | +14 tours           |
| 8   | LMP2      | 36 | Signatech Alpine Matmut   | Nicolas Lapierre Gustavo Menezes André Negrão           | Alpine A470                   | D     | 185   | +14 tours           |
| 8   | LMP2      | 36 | Signatech Alpine Matmut   | Nicolas Lapierre Gustavo Menezes André Negrão           | Gibson GK428 4.2 L V8         | D     | 185   | +14 tours           |
| 9   | LMP2      | 25 | CEFC Manor TRS Racing     | Roberto González Simon Trummer Vitaly Petrov            | Oreca 07                      | D     | 185   | +14 tours           |
| 9   | LMP2      | 25 | CEFC Manor TRS Racing     | Roberto González Simon Trummer Vitaly Petrov            | Gibson GK428 4.2 L V8         | D     | 185   | +14 tours           |
| 10  | LMP2      | 24 | CEFC Manor TRS Racing     | Matthew Rao Ben Hanley Jean-Éric Vergne                 | Oreca 07                      | D     | 185   | +14 tours           |
| 10  | LMP2      | 24 | CEFC Manor TRS Racing     | Matthew Rao Ben Hanley Jean-Éric Vergne                 | Gibson GK428 4.2 L V8         | D     | 185   | +14 tours           |
| 11  | LMP2      | 26 | G-Drive Racing            | Roman Rusinov Léo Roussel Loïc Duval                    | Oreca 07                      | D     | 184   | +15 tours           |
| 11  | LMP2      | 26 | G-Drive Racing            | Roman Rusinov Léo Roussel Loïc Duval                    | Gibson GK428 4.2 L V8         | D     | 184   | +15 tours           |
| 12  | LMP2      | 37 | Jackie Chan DC Racing     | David Cheng Alex Brundle Tristan Gommendy               | Oreca 07                      | D     | 183   | +16 tours           |
| 12  | LMP2      | 37 | Jackie Chan DC Racing     | David Cheng Alex Brundle Tristan Gommendy               | Gibson GK428 4.2 L V8         | D     | 183   | +16 tours           |
| 13  | LMP2      | 28 | TDS Racing                | François Perrodo Matthieu Vaxiviere Emmanuel Collard    | Oreca 07                      | D     | 182   | +17 tours           |
| 13  | LMP2      | 28 | TDS Racing                | François Perrodo Matthieu Vaxiviere Emmanuel Collard    | Gibson GK428 4.2 L V8         | D     | 182   | +17 tours           |
| 14  | LMGTE Pro | 71 | AF Corse                  | Davide Rigon Sam Bird                                   | Ferrari 488 GTE               | M     | 175   | +24 tours           |
| 14  | LMGTE Pro | 71 | AF Corse                  | Davide Rigon Sam Bird                                   | Ferrari F154CB 3.9 L Turbo V8 | M     | 175   | +24 tours           |
| 15  | LMGTE Pro | 51 | AF Corse                  | James Calado Alessandro Pier Guidi                      | Ferrari 488 GTE               | M     | 175   | +24 tours           |
| 15  | LMGTE Pro | 51 | AF Corse                  | James Calado Alessandro Pier Guidi                      | Ferrari F154CB 3.9 L Turbo V8 | M     | 175   | +24 tours           |
| 16  | LMGTE Pro | 67 | Ford Chip Ganassi Team UK | Andy Priaulx Harry Tincknell                            | Ford GT                       | M     | 174   | +25 tours           |
| 16  | LMGTE Pro | 67 | Ford Chip Ganassi Team UK | Andy Priaulx Harry Tincknell                            | Ford EcoBoost 3.5 L Turbo V6  | M     | 174   | +25 tours           |
| 17  | LMGTE Pro | 91 | Porsche GT Team           | Richard Lietz Frédéric Makowiecki                       | Porsche 911 RSR               | M     | 174   | +25 tours           |
| 17  | LMGTE Pro | 91 | Porsche GT Team           | Richard Lietz Frédéric Makowiecki                       | Porsche 4.0 L Flat-6          | M     | 174   | +25 tours           |
| 18  | LMGTE Pro | 66 | Ford Chip Ganassi Team UK | Stefan Mücke Olivier Pla                                | Ford GT                       | M     | 170   | +25 tours           |
| 18  | LMGTE Pro | 66 | Ford Chip Ganassi Team UK | Stefan Mücke Olivier Pla                                | Ford EcoBoost 3.5 L Turbo V6  | M     | 170   | +25 tours           |
| 18  | LMGTE Pro | 95 | Aston Martin Racing       | Nicki Thiim Marco Sørensen                              | Aston Martin V8 Vantage GTE   | D     | 174   | +25 tours           |
| 18  | LMGTE Pro | 95 | Aston Martin Racing       | Nicki Thiim Marco Sørensen                              | Aston Martin 4.5 L V8         | D     | 174   | +25 tours           |
| 19  | LMGTE Pro | 97 | Aston Martin Racing       | Darren Turner Jonathan Adam                             | Aston Martin V8 Vantage GTE   | D     | 174   | +25 tours           |
| 19  | LMGTE Pro | 97 | Aston Martin Racing       | Darren Turner Jonathan Adam                             | Aston Martin 4.5 L V8         | D     | 174   | +25 tours           |
| 21  | LMGTE Am  | 98 | Aston Martin Racing       | Paul Dalla Lana Pedro Lamy Mathias Lauda                | Aston Martin V8 Vantage GTE   | D     | 170   | +29 tours           |
| 21  | LMGTE Am  | 98 | Aston Martin Racing       | Paul Dalla Lana Pedro Lamy Mathias Lauda                | Aston Martin 4.5 L V8         | D     | 170   | +29 tours           |
| 22  | LMGTE Am  | 61 | Clearwater Racing         | Weng Sun Mok Keita Sawa Matt Griffin                    | Ferrari 488 GTE               | M     | 170   | +29 tours           |
| 22  | LMGTE Am  | 61 | Clearwater Racing         | Weng Sun Mok Keita Sawa Matt Griffin                    | Ferrari F154CB 3.9 L Turbo V8 | M     | 170   | +29 tours           |
| 23  | LMGTE Am  | 54 | Spirit of Race            | Thomas Flohr Francesco Castellacci Miguel Molina        | Ferrari 488 GTE               | M     | 169   | +30 tours           |
| 23  | LMGTE Am  | 54 | Spirit of Race            | Thomas Flohr Francesco Castellacci Miguel Molina        | Ferrari F154CB 3.9 L Turbo V8 | M     | 169   | +30 tours           |
| 24  | LMGTE Am  | 77 | Dempsey-Proton Racing     | Christian Ried Matteo Cairoli Marvin Dienst (de)        | Porsche 911 RSR (991)         | D     | 164   | +31 tours           |
| 24  | LMGTE Am  | 77 | Dempsey-Proton Racing     | Christian Ried Matteo Cairoli Marvin Dienst (de)        | Porsche 4.0 L Flat-6          | D     | 164   | +31 tours           |
| 25  | LMGTE Am  | 86 | Gulf Racing               | Michael Wainwright Ben Barker Nick Foster               | Porsche 911 RSR (991)         | D     | 165   | +30 tours           |
| 25  | LMGTE Am  | 86 | Gulf Racing               | Michael Wainwright Ben Barker Nick Foster               | Porsche 4.0 L Flat-6          | D     | 165   | +30 tours           |
| NC  | LMGTE Pro | 92 | Porsche GT Team           | Michael Christensen Kévin Estre                         | Porsche 911 RSR               | M     | 84    |                     |
| NC  | LMGTE Pro | 92 | Porsche GT Team           | Michael Christensen Kévin Estre                         | Porsche 4.0 L Flat-6          | M     | 84    |                     |

## Après-course

### Catégorie LMP1
Comme prévu, BR Engineering a profité des 6 Heures de Bahreïn pour présenter officiellement son prototype LMP1 non-hybride, la BR1. Le prototype a été conçu en partenariat avec Dallara. SMP Racing, en collaboration avec ART Grand Prix, engagera deux voitures pour la prochaine saison. Elles seront propulsées par un moteur V6 AER bi-turbo,, évolution du V6 GDI P60 engagé par Rebellion Racing en LMP1 lors des saisons 2015 et 2016. Quelques jours avant sa présentation officielle, la BR1 avait pris la piste sur le circuit de Motorland Aragaon.
Ginetta, autre entrant pour la prochaine saison d'endurance en tant que fournisseur de châssis LMP1, a de son côté reçu son premier moteur V6 Mecachrome turbo. Trois de ces voitures prendraient part au prochain championnat.
DragonSpeed qui avait émis le souhait lors des 6 Heures de Fuji d'être en LMP1 dès la prochaine super saison 2018-2019, a confirmé sa présence. Elton Julian, propriétaire de l'écurie, a en effet annoncé que le prototype engagé sera une BR1 Dallara et sera motorisé par un moteur Gibson. Des discussions avaient également été engagées avec Oreca mais à cause de la lenteur de celles-ci, DragonSpeed s'est orienté vers Dallara,. Ne souhaitant pas avoir un moteur turbocompressé, ils se sont alors orientés vers un moteur Gibson, évolution du moteur actuellement utilisé en LMP2.

### Catégorie GTE Pro
Il s'agissait de la dernière course de l’Aston Martin Vantage GTE dans la catégorie.

### Catégorie GTE Am
Clearwater Racing a profité des 6 Heures de Bahreïn pour confirmer sa participation à la prochaine super saison 2018-2019. L'équipage actuel de la voiture, Keita Sawa, Weng Sun Mok et Matt Griffin, a été confirmé et l’engagement d’une seconde Ferrari aux 24 Heures du Mans serait à l'étude.